# Mesosemia walteri
Mesosemia walteri is een vlindersoort uit de familie van de prachtvlinders (Riodinidae), onderfamilie Riodininae.
Mesosemia walteri werd in 1998 beschreven door Brévignon.